# مؤسسة التراث الخيرية

شعار مؤسسة التراث الخيرية.

مؤسسة التراث الخيرية هي عبارة عن مؤسسة خيرية تهتم في التراث من الناحية الفكرية والعلمية سواء سعوديا أو عربيا أو إسلامياً .

## النشأة
كانت مؤسسة خاصة أنشأها الأمير سلطان بن سلمان بن عبدالعزيز آل سعود (1996م)، ثم تحولت إلى مؤسسة خيرية (2008م)، وسجلتها وزارة الشؤون الاجتماعية (وزارة العمل والتنمية الاجتماعية حاليا) بالمملكة العربية السعودية.

## رسالة المؤسسة
السعي لزيادة الاهتمام والوعي بالتراث وطنيا وعربيا وإسلاميا، لجعله من اهتمامات الإنسان في حياته، ليكون مصدراً لثقافته الحضارية.

## أهداف المؤسسة
- حفظ تراث المملكة العربية السعودية، أيضا التراث العربي والإسلامي.
- تبني مشروعات التوثيق والترميم الخاصة بالمساجد والمحافظة على طابعها العمراني.
- دعم وإثراء الأرشيف الوطني بالصور التاريخية.
- بمساعدة برامج المؤسسة وإصداراتها الدورية تستطيع المؤسسة التعريف بالتراث ونشر ثقافته.
- تعزيز المناهج التعليمية من خلال ملتقيات المؤسسة العلمية ودوراتها التدريبية داخل المملكة العربية السعودية وخارجها.
- عقد الملتقيات والندوات والمعارض والمحاضرات من خلال المنتدى الثقافي السنوي للمؤسسة، لنشر المعرفة ومشاركة المجتمع بكل ما له صلة بالتراث.
- فتح آفاق التعاون والشراكة مع مؤسسات وجهات لها علاقة بالتراث داخل المملكة وخارجها.
- دعم المؤسسات والجهات التي لها علاقة بالتراث والتعاون معها فيما يسهم في المحافظة على التراث.
- تحفيز المجتمع على الاهتمام بالتراث من خلال المبادرات التراثية من أجل نشر المعرفة وتنمية الوعي بالتراث والحفاظ عليه.
- وضع جائزة الأمير سلطان بن سلمان للتراث العمراني، لتشجيع الطلاب والمهنيين للمحافظة على التراث العمراني .

## إصدارات المؤسسة
- إصدار الكتب ذات الصلة بالتراث، سواء أكان ذلك التراث سعودياً أم عربياً أم إسلامياً، وترجمة الكتب التراثية.
- إصدار كتب عن تاريخ المملكة العربية السعودية، ومناطقها، ومراحل تطورها، وعاداتها وتقاليدها، وتراثها الثقافي والحضاري بشكل عام، وانطباعات الرحالين ومذكراتهم عنها، والصور التي تم التقاطها في مُدَدٍ زمنية مختلفة للجزيرة العربية.
- نشر عدد من الإصدارات التي لكل منها أهدافها. وتولت إصدار (مجلة مدينة الرياض) لسنوات، وطورتها، كما تصدر (الملف الصحفي الشهري) الذي يرصد أخبار التراث في العالمين العربي والإسلامي، كما توظف المؤسسة التقنيات المعاصرة في طباعة إصدارات إلكترونية.[1]